# Ива филиколистная
И́ва филиколи́стная, или ива двухцве́тная, или ива финиколистная (лат. Sálix phylicifólia) — вид цветковых растений рода Ива (Salix) семейства Ивовые (Salicaceae).

## Название
Видовой эпитет лат. phylicifolia (рус. филиколистная) происходит от названия рода лат. Phylica (рус. Филика) из семейства Крушиновые и от лат. fólium — лист. Встречается перевод эпитета на русский язык с опечаткой как финиколистная (от финика (Phoenix), листья которого совершенно непохожи на листья ивы филиколистной).
Видовой эпитет гетеротипного синонима лат. Salix bícolor (рус. ива двухцветная) связан с различной окраской листьев на внешней и внутренней сторонах.

## Ботаническое описание

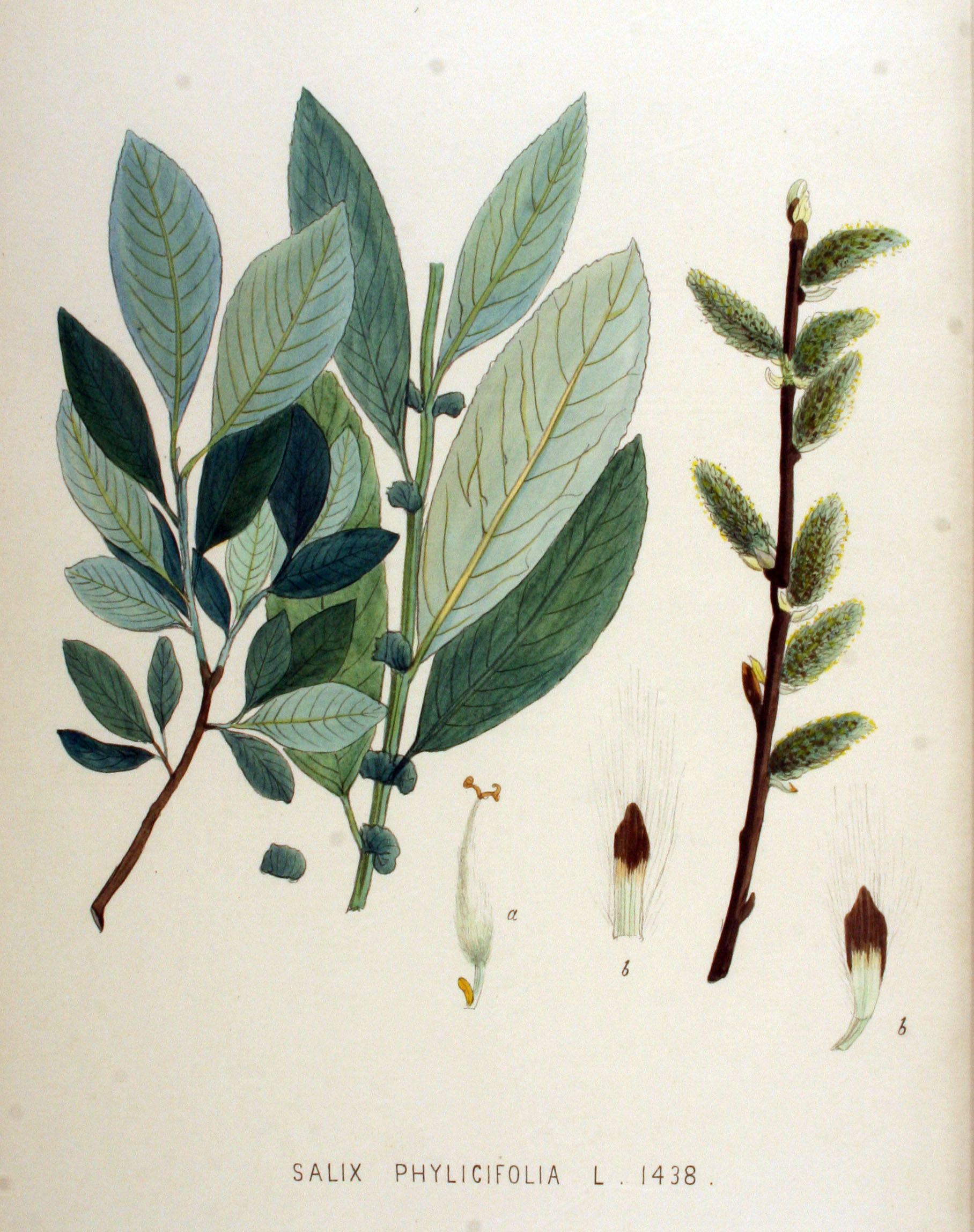

Крупный, нередко древовидный кустарник высотой около 3-3,5 м, не редко до 1 м. Ветви жёлто-бурые или красноватые, толстоватые, голые, блестящие. Обнажённая древесина без валиков.
Почки продолговатые, желтоватые, покрытые редкими прижатыми волосками. Листья от эллиптических или обратнояйцевидных до ланцетных, длиной 4-9 см, шириной 2-4 см, с наибольшей шириной у середины или выше, на вершине заострённые, к основанию суженные или округлые, неглубоко и неравномерно зубчатые, иногда почти цельнокрайные, жестковатые, сверху блестящие, тёмно-зелёные, снизу сизо-беловатые или светло-зелёные, с ясно выступающей желтовато-буроватой срединной жилкой; после сушки не чернеют. Прилистники мелкие, полусердцевидные или широко-серповидные, железисто-зубчатые, рано опадающие.
Серёжки сидячие или на короткой ножке с немногими недоразвитыми (чешуйчатыми) листочками при основании; мужские яйцевидные, длиной 1,5-2,5 см, шириной около 1 см, женские — цилиндрические. Прицветные чешуи яйцевидно-продолговатые, тупые или острые, светло-бурые, на верхушке черноватые. Тычинки в числе двух, со свободными, голыми или в нижней части опушёнными нитями, с жёлтыми пыльниками и одним задним, продолговатым нектарником. Завязь войлочная, яйцевидно-коническая; столбик в три раза короче завязи; рыльце цельное или на верхушке раздвоенное.
Цветение в мае, до распускания листьев или почти одновременно с ними. Плодоношение в июне.

## Распространение и экология
В природе ареал вида охватывает Северную, Центральную, Западную Европу и Испанию, а также Румынию и Украину. Встречается в Казахстане. В России произрастает в северных областях средней полосы, в Западной Сибири на средней Оби и в бассейне Иртыша. Указания на находки на Алтае, в Восточной Сибири и на Кавказе, вероятно, ошибочны.
Произрастает по разреженным лесам, на сырых полянах и лугах, опушках, среди кустарников и в болотистых долинах рек. В горах не поднимается выше лесного пояса, на равнинных участках не выходит за пределы лесной и лесотундровой зоны. Сплошных зарослей не образует. Поднимается в Приполярном Урале до высоты 600 м, на Полярном Урале — 400 м.
Гигрофит. К почвам малотребовательная. Произрастает как на каменистом грунте, так и на торфяном, сухом и слегка заболоченном. Мирится с кислыми почвами. В южных районах встречается исключительно на заболоченных низинах.
Хорошо размножается вегетативным путем.

## Охранный статус
Вид занесён в Красные книги Владимирской (2018) и Тверской (2016) областей, Республики Татарстан (2016), а также в Красные книги Закарпатской области Украины (2015) и Латвии. Основными лимитирующими факторами являются нарушение гидрологического режима в результате осушительной мелиорации, разработка болот и их пожары, вырубки лесов и кустарников, строительство, реконструкции дорог и других коммуникаций.

## Химический состав
Листья содержат довольно много протеина и белка, немного (7-7,6 %) клетчатки и очень большое количество (27-30 %) сахаров. В свежих листьях обнаружено 349 мг % аскорбиновой кислоты.

## Хозяйственное значение и использование
Поедается северным оленем (Rangifer tarandus). В связи с долгой сохранностью листьев осенью в зелёном состоянии является не только летним, но и осенним кормом для оленей. В Хопёрском заповеднике ветки хорошо поедались пятнистым оленем (Cervus nippon). Излюбленный зимний корм обыкновенного бобра (Castor fiber). В Лапландском заповеднике побеги этой ивы, наряду с побегами других ив, зимой являются основным кормом для белой куропатки (Lagopus lagopus) и рябчика (Tetrastes bonasia). В Финляндии отмечено поедание европейским лосём (Alces alces).
Вид является хорошим медоносом.
Дубильное растение, содержание таннидов 6,0-17,4 %. В Ленинградской области кора ивы содержит до 10 % таннидов, а в Архангельской области — 15,5-21,1 %. Несмотря на высокое содержание дубильных веществ, кора заготавливается редко, поскольку вид произрастает преимущественно в северных областях средней полосы России.
Древесина ивы филиколистной используется на мелкие бытовые нужды.
Вид довольно декоративен из-за разной расцветки листьев на верхней и нижней сторонах. Может быть рекомендован для зелёного строительства при создании куртин и для одиночных посадок.

## Классификация

### Таксономия
- Salix phylicifolia L., 1753, Sp. Pl. : 1016

Вид Ива филиколистная включается в род Ива (Salix) семейства Ивовые (Salicaceae) порядка Мальпигиецветные (Malpighiales), последовательно входящего в более крупные клады Фабиды → Розиды → Суперрозиды → Эвдикоты → Цветковые растения. Таксономическая схема в соответствии с Системой APG IV по состоянию на июнь 2025 года:
|  |                          |  |                                   |                                   |                  |  | еще 35 семейств | еще 35 семейств |                       |  |  |  | еще 624 подтвержденных вида и 1 032 вида, ожидающих подтверждения |
|  |                          |  |                                   |                                   |                  |  | еще 35 семейств | еще 35 семейств |                       |  |  |  | еще 624 подтвержденных вида и 1 032 вида, ожидающих подтверждения |
|  |                          |  |                                   | порядок Мальпигиецветные          |                  |  |                 |                 | род Ива               |  |  |  |                                                                   |
|  |                          |  |                                   | порядок Мальпигиецветные          |                  |  |                 |                 | род Ива               |  |  |  |                                                                   |
|  | клада Цветковые растения |  |                                   |                                   | семейство Ивовые |  |                 |                 | вид Ива филиколистная |  |  |  |                                                                   |
|  | клада Цветковые растения |  |                                   |                                   | семейство Ивовые |  |                 |                 |                       |  |  |  |                                                                   |
|  |                          |  | ещё 63 порядка цветковых растений | ещё 63 порядка цветковых растений |                  |  |                 | еще 55 родов    | еще 55 родов          |  |  |  |                                                                   |
|  |                          |  |                                   | ещё 63 порядка цветковых растений |                  |  |                 |                 | еще 55 родов          |  |  |  |                                                                   |

### Синонимы
- Diamarips croweana (Sm.) Raf.
- Salix arbuscula Wahlenb.
- Salix borreriana Sm.
- Salix croweana Sm.
- Salix davalliana Sm.
- Salix dicksoniana Sm.
- Salix discolor Schrad. ex Willd.
- Salix floribunda J.Forbes
- Salix hibernica Rech.f.
- Salix majalis Wahlenb.
- Salix nitens G.Anders. ex Sm.
- Salix patens J.Forbes
- Salix phylicifolia subsp. phylicifolia
- Salix tenuifolia Sm.
- Salix wulfeniana J.Forbes
- Usionis dicksoniana (Sm.) Raf.
- Vimen phylicifolia (L.) Raf.

|                                                                                       |  |  |  |
| Слева направо: Общий вид. Нижняя сторона листьев. Мужское соцветие. Женское соплодие. |  |  |  |